# 台北聯營公車忠孝幹線路線
台北聯營公車忠孝幹線路線，由三重客運營運。原232(副線)路線，起點為蘆洲，終點為松山車站。
台北聯營公車232(快速公車)路線，由三重客運營運。起點為蘆洲，終點為松山車站。

## 歷史
- 2009年9月21日：232(快速公車)調整班次
- 2011年3月：獲配1輛HINO新車
- 2017年2月25日：232(快速公車)例假日班次停駛
- 2018年4月2日：原232(副線)更名為忠孝幹線。平日班距由尖峰7－10分鐘、離峰10－15分鐘一班提升為尖峰4－6分鐘、離峰5－10分鐘一班。[1]
- 2020年11月21日：忠孝幹線調整平常日20:00後班距，由5-10分一班調降為10-15分一班[2]
- 2024年12月16日：忠孝幹線調整平日服務水準[3][4]
- 2025年8月22日：「交通部觀光署」(雙向)站位遷移[5]